# Daron Acemoğlu
Daron Acemoğlu   (Istanbul, 3 de setembre de 1967) és un economista turc. Actualment resident als Estats Units, on és professor d'Economia a l'Institut Tecnològic de Massachusetts. Va ser premiat amb el Premi Nobel d'Economia el 2024 (amb James A. Robinson i Simon Johnson) i guanyador de la Medalla John Bates Clark el 2005. És un dels 10 economistes més citats al món segons IDEES/RePEc. El seu article més citat és "Orígens colonials del desenvolupament comparatiu" (2001). El 2011, va publicar el llibre Per què fracassen els països, molt influent en el debat sobre el creixement i desenvolupament econòmic. Codirector de l'MIT Shaping the Future of Work Initiative amb Simon Johnson i David Autor.

## Vida
Acemoğlu, d'origen armeni, va néixer a Istanbul, Turquia. Es va graduar el 1986 de l'Escola Secundària Galatasaray a Istanbul. Va obtenir la seva llicenciatura a la Universitat de York, Regne Unit i posteriorment va estudiar a la London School of Economics (LSE), on va obtenir el seu mestratge en Econometria i Economia Matemàtica i després el seu doctorat el 1992. També va ser professor d'economia a la mateixa universitat el curs 1992-1993. Acemoğlu es va convertir en un membre de la facultat de l'MIT el 1993. Va ser promogut a professor titular el 2000, i va ser nomenat per a la càtedra Charles P. Kindleberger d'Economia Aplicada el 2004. També és membre del programa de Creixement Econòmic de l'Institut Canadenc d'Investigacions Avançades. També està afiliat a l'Oficina Nacional de Recerca Econòmica, Centre per a l'Acompliment Econòmic, Centre Internacional de Creixement i Centre de Recerca de Política Econòmica.
Els seus interessos principals són l'economia política, l'economia del desenvolupament, el creixement econòmic, la tecnologia, els ingressos i la desigualtat salarial, el capital humà i la formació, i l'economia del treball. Els seus treballs més recents se centren en el paper de les institucions en el desenvolupament econòmic i l'economia política.
Daron Acemoğlu és també el coeditor d'Econometrica, Review of Economics and Statistics, i editor associat del Journal of Economic Growth, i membre de la junta del comitè de redacció de la revisió anual de l'economia. Va ser elegit membre de l'Acadèmia Americana d'Arts i Ciències el 2006.
Acemoğlu va ser un dels acadèmics que van signar una carta en suport de la legalització de la marihuana a Colorado, Estats Units.
Acemoğlu dins de l'acadèmia d'Economia, és conegut pels seus desenvolupaments teòrics en Economia Política del Creixement (que abasta el desenvolupament institucional) i el Canvi Tècnic Dirigit. Té treballs sobre Xarxes de producció per analitzar com les cadenes de subministrament i la producció agregada responen als xocs. Actualment treballa en la intersecció de l'Economia laboral i el Canvi Tècnic.

## Llibres
Power and Progress (Daron Acemoğlu & Simon Johnson, 2023)

## Premis
- 2005 Medalla John Bates Clark
- 2012 Premi Erwin Plein Nemmers en Economia at Northwestern
- 2016 (IX) Premi Fundació BBVA Fronteres del Coneixement a la categoria d'Economia, Finances i Gestió d'Empreses.
- 2024 Premi d'Economia Commemoratiu d'Alfred Nobel